# 押し目買い
押し目買い（おしめがい）とは、相場が上昇トレンドにあるときに、一時的に下落したタイミングを狙って買いを入れる投資方法のこと。

## 解説
押し目買いは「逆張り」の投資方法の一種で、株価が下落することを投資用語で「押す」と言うことから呼ばれている。
押し目買いと似た注文方法に「戻り売り」があり、これは下降トレンド中の一時的な上昇のタイミングで売る方法のこと。
押し目買いでは、安値と高値の差をとりその約3割（3分の1押し）や半値（2分の1押し）、チャートの移動平均線、株価の下値を線で結んだトレンドラインなどが用いられることが多い。
押し目買いは、利益確定や外的要因のリスク回避など売り圧力で生じるが、これを待っていた投資家の買いが入ることで株価は切り返すパターンが多いと言われている。